# پاووه (استان پودلاسکی)
پاووه (به لهستانی:  Pawły) یک روستا در لهستان است که در گمینا زابوودوو واقع شده‌است. پاووه ۳۳۰ نفر جمعیت دارد.